# Grandad of Races
Grandad of Races é um filme de drama em curta-metragem estadunidense de 1950 dirigido e escrito por André de la Varre e Charles L. Tedford, que conta a história de Palio di Siena. Venceu o Oscar de melhor curta-metragem em live-action: 1 bobina na edição de 1951.

## Elenco
- Art Gilmore